# ملعب كازينو اريزونا
ملعب كازينو اريزونا (بالانجليزية: casino Arizona Fild) هو ملعب كرة قدم موجود في الولايات المتحدة تحديدا في مدينة فينيكس، بولاية اريزونا، يتسع هذا الملعب ل6.200 متفرج ويستعمل من جانب فريق فينيكس راسينغ.